# 日本テクノ (プラント)
日本テクノ株式会社（にほんテクノ）は、東京都大田区に本社を構える日本の総合プラントメーカー。

## 概要
水処理、環境公害防止、表面処理装置、食品産業、自動車産業、エレクトロニクス産業、エネルギー産業など多岐にわたって製造販売を行っている。
設立は1969年8月。代表取締役社長は大政龍晋、本社所在地は東京都大田区久が原2-14-10。

## OHMASA-GAS
http://www.ohmasa-gas.org/